# Poa subvestita
Poa subvestita är en gräsart som först beskrevs av Eduard Hackel, och fick sitt nu gällande namn av Elizabeth Edgar. Poa subvestita ingår i släktet gröen, och familjen gräs. Inga underarter finns listade i Catalogue of Life.